# Hellmann's e Best Foods
Hellmann's e Best Foods sono due marchi registrati utilizzati per la stessa linea di maionese e altri prodotti alimentari. Il marchio internazionale Hellmann's è presente negli Stati Uniti (orientali), in America Latina, Europa, Medio Oriente e Canada. Il marchio Best Foods è commercializzato negli Stati Uniti(occidentali), in Asia, Australia, e Nuova Zelanda.
Hellmann's e Best Foods seguono la stessa linea grafica, oltre a possedere logo, sito web e slogan molto simili. Entrambi i marchi sono stati proprietà della multinazionale statunitense Best Foods Corporation, nota anche per la commercializzazione di altri prodotti alimentari.

## Storia
Nel 1905, Richard Hellmann proveniente da Vetschau, Germania, aprì un negozio di alimentari sulla Columbus Avenue a New York City, dove utilizzò la ricetta della moglie nella vendita di un tipo di maionese già pronta. Divento in breve talmente popolare che iniziò a vendere tale prodotto ad altri negozi di alimentari. Nel 1912 pertanto iniziò a produrre industrialmente questa salsa con il nome di Hellmann's Blue Ribbon Mayonnaise. Il successo fu talmente grande da spingere Hellmann a chiudere il negozio per dedicarsi esclusivamente alla commercializzazione del suo prodotto (1917).
Mentre Hellmann's Mayonnaise spopolava nella costa atlantica degli Stati Uniti, una compagnia Californiana, la Best Foods, introdusse sul mercato un prodotto analogo, riscuotendo molto successo nella costa pacifica.
Nel 1932 Best Foods acquisì la Hellmann's. Poiché i due prodotti erano radicati nelle tradizioni delle due parti del Paese, il consiglio della multinazionale decise di non unirli sotto uno stesso nome, producendo così lo stesso prodotto ma con etichette differenti. Nel 1955 Best Foods acquisì Rosefield Packing Co., produttori del burro di arachidi Skippy (burro di arachidi). Nel 1958 la Best Foods fu acquisita dalla Corn Products Company, che nel 1969 diventò la CPC International Inc. La maionese Hellmann's fu introdotta nel mercato britannico nel 1961 conquistando rapidamente ampie fasce del mercato, tanto che alla fine degli anni 80 copriva oltre il 50% del consumo nel settore.
Intorno al 1968 la Best Foods aggiunse alla propria maionese il tradizionale nastro azzurro (Blue Ribbon) presente sulla maionese Hellmann's, aumentando le somiglianze tra i due prodotti; dal 2007, entrambe le marche usano esattamente lo stesso design. Nel 1997, la CPC International si divise in due compagnie: Best Foods, tornando così ad essere indipendente, e la Corn Product International. Bestfoods è stata acquisita nel 2000 da Unilever.